# Konsen-ji
Le Konsen-ji (金泉寺) est un temple de la secte Kōya-san du Bouddhisme Shingon situé dans la ville d'Itano, préfecture de Tokushima au Japon. 
C'est le 3e des 88 temples de la route du pèlerinage de Shikoku. On y accède, depuis le temple 2 Gokuraku-ji, après une marche d'environ 3 km en ville.
Son image principale est celle de Shaka Nyorai. Konsen-ji aurait été fondé par Gyōki. Kukai aurait par la suite reconstruit l'édifice et donné son nom au temple. Il a été reconstruit au cours de l'époque d'Edo après avoir été incendié par les Chōsokabe,.
Konsen-ji peut se traduire par puits d'or. Selon la croyance, les visiteurs qui voient leur reflet dans le puits vivront jusqu'à 92 ans. Sinon, le décès surviendra dans lestrois mois.
En 2015, le Konsen-ji est désigné Japan Heritage avec les 87 autres temples du pèlerinage de Shikoku.